# Горвіцові яри
Горвіцові яри — ботанічна пам'ятка природи місцевого значення. Об'єкт розташований на території Надвінянського району Івано-Франківської області, Майданське лісництво, квартал 16, виділ 8.
Площа — 1,0000 га, статус отриманий у 1993 році.